# Danchang
Danchang (kinesiska: 旦场) är en köping i sydöstra Kina. Den ligger i stadsdistriktet Dianbai i staden Maoming i provinsen Guangdong,  omkring 290 kilometer sydväst om provinshuvudstaden Guangzhou. Antalet invånare är 59 457. Befolkningen består av 28 093 kvinnor och 31 364 män. Barn under 15 år utgör 23,0 %, vuxna 15-64 år 66 %, och äldre över 65 år 9,0 %.